# 나예프 아게르드
나예프 아게르드(아랍어: نايف أكرد, Nayef Aguerd, 1996년 3월 30일 ~ )는 모로코의 축구 선수로, 현재 스페인 라리가의 레알 소시에다드와 모로코 축구 국가대표팀에서 센터백으로 뛰고 있다.